# St. Jacobus (Zimmernsupra)

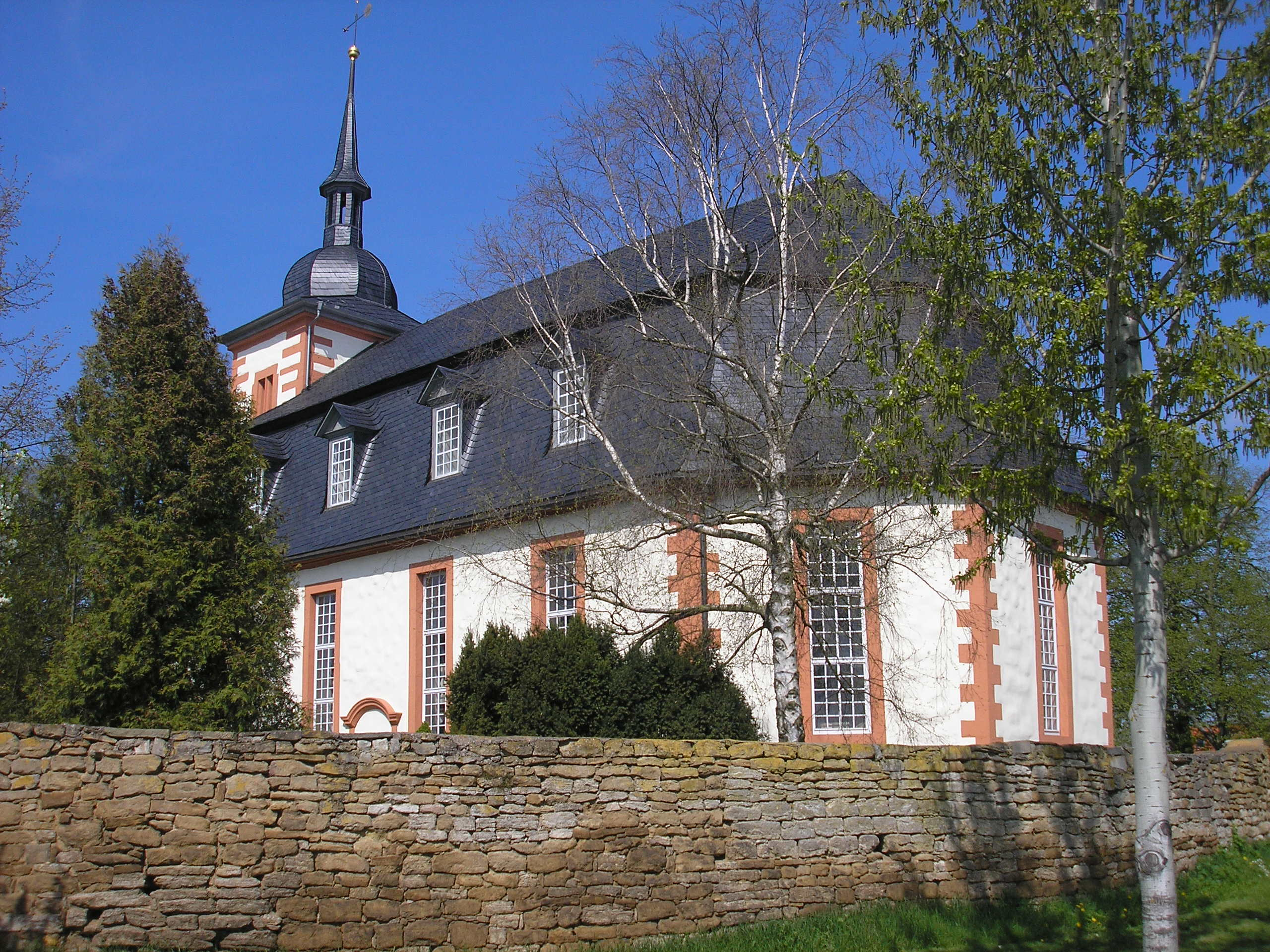
Kirche St. Jacobus

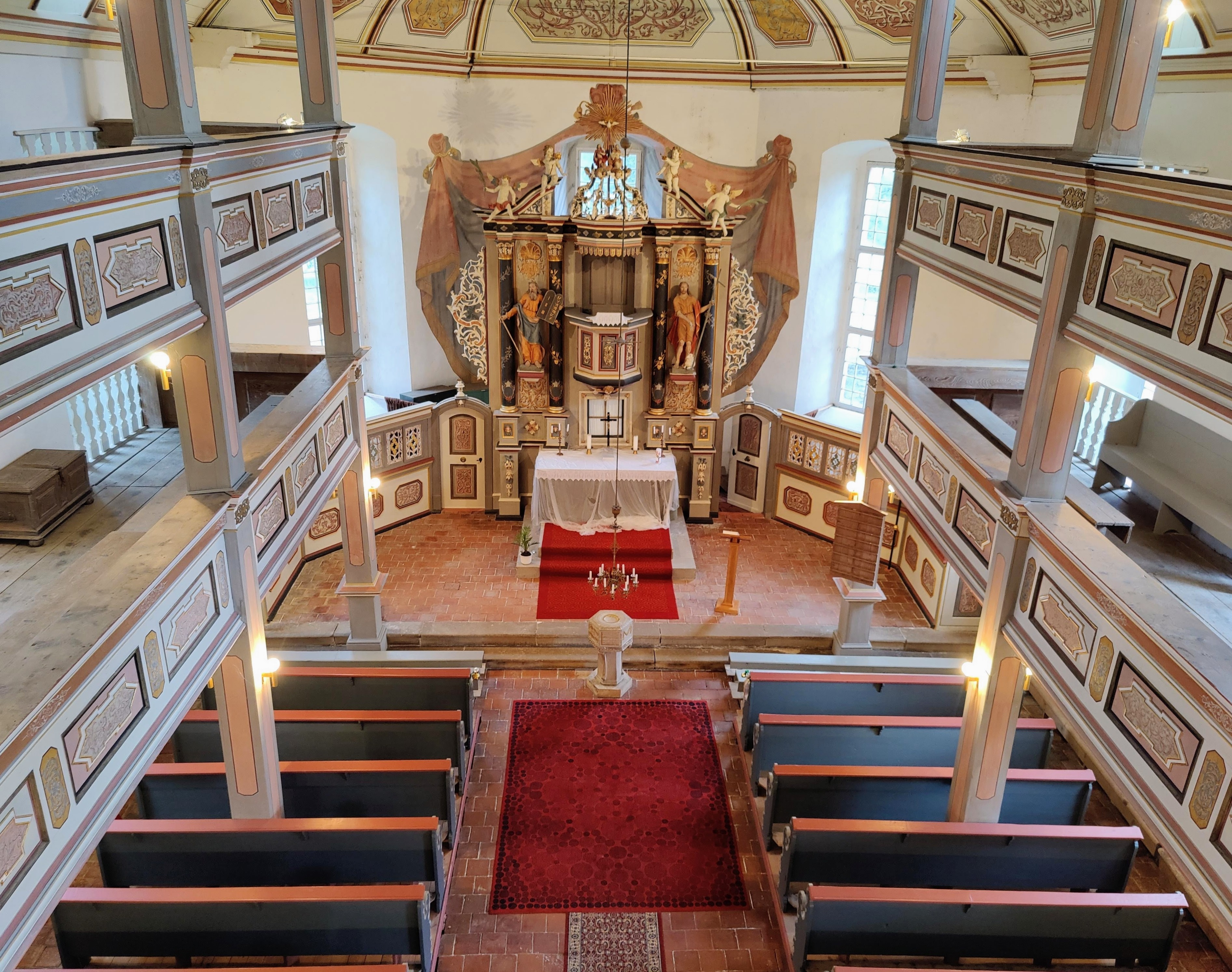
Innenansicht von der Empore aus

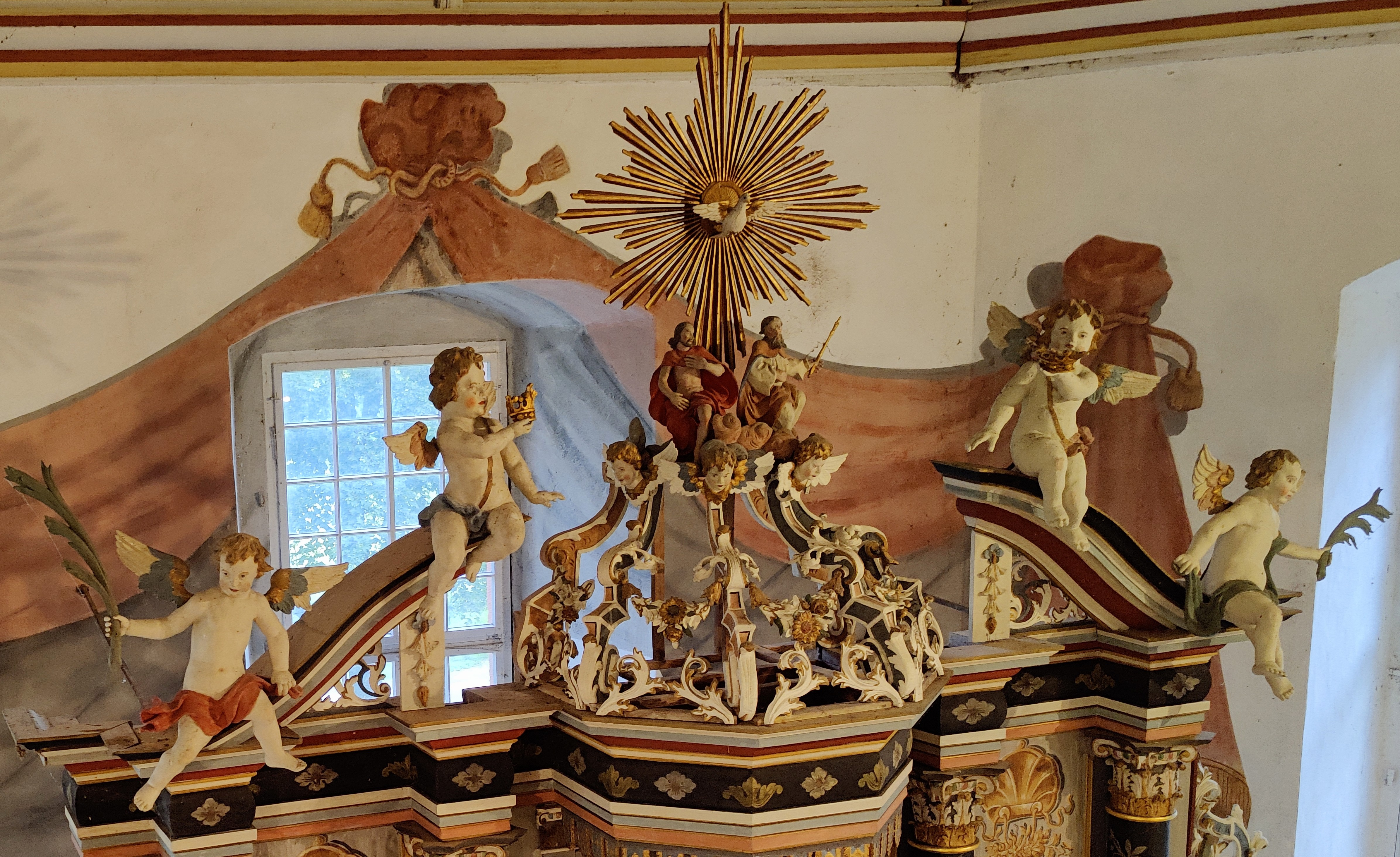
Altardetail

Die Kirche St. Jacobus ist die Hauptkirche von Zimmernsupra im Landkreis Gotha. Sie gehört zum evangelischen Kirchenkreis Erfurt, Gemeinde Bindersleben. Das Gebäude steht unter Denkmalschutz.

## Geschichte
Bereits im 13. Jh. entstand ein romanischer Vorgängerbau. Der Kirchhof wurde von einer Wehrmauer umgeben, die deutlich höher als heute war. 1494 wurde ein Neubau errichtet, von dem der mächtige Westturm (Wehrturm) der Kirche mit erhaltenem, zugesetztem Chorbogen noch erhalten ist. Das Kirchenschiff stand auf der anderen Seite des Turms.
1725 (Jahreszahl im Türsturz) wurde das jetzige Kirchenschiff im Barockstil östlich des Turms neu gebaut. Es erhielt einen polygonalen Chorabschluss und ein Mansarddach. Der Turm wurde durch ein Glockengeschoss erhöht und bekam eine Schieferhaube mit Laterne. Der Innenraum erhielt eine reiche, einheitlich gestaltete Barockausstattung mit Kanzelaltar und bemalter Doppelempore. Der Chorraum wurde mit einem Deckengemälde mit Darstellung des Jüngsten Gerichtes sowie Laub- und Bandelwerkornamenten in den Vouten ausgestaltet.
1966 erfolgte eine letzte Renovierung der Ausmalung. 1992 musste die Kirche baupolizeilich gesperrt werden. Mit besonderem Einsatz der Kirchenältesten Gisela Baumbach wurde die Kirche 1996 bis 2010 unter Leitung der Erfurter Architektin Käthe Menzel-Jordan mit einem Aufwand von ca. 1,5 Mio. € grundhaft restauriert. Beteiligt waren die Kirchengemeinde, der Förderverein, der Kirchenkreis, der Freistaat Thüringen und das Landesdenkmalamt. Die Deutsche Stiftung Denkmalschutz engagierte sich mit 100.000 Euro. 1998/99 wurde auch die Orgel überarbeitet und ihr ursprünglicher klanglicher Zustand wieder hergestellt.
Seit 2016 ist die Kirche Spielort des Projektes Sommerkonzerte in Erfurter Dorfkirchen des Kammermusikvereins Erfurt.

## Ausstattung
- Spätgotischer Taufstein im Vorraum
- Kanzelaltar mit vier Säulen auf Postamenten, dazwischen Figuren von Moses und von Johannes dem Täufer von 1730, dahinter gemalter Vorhang als Rahmung

## Orgel

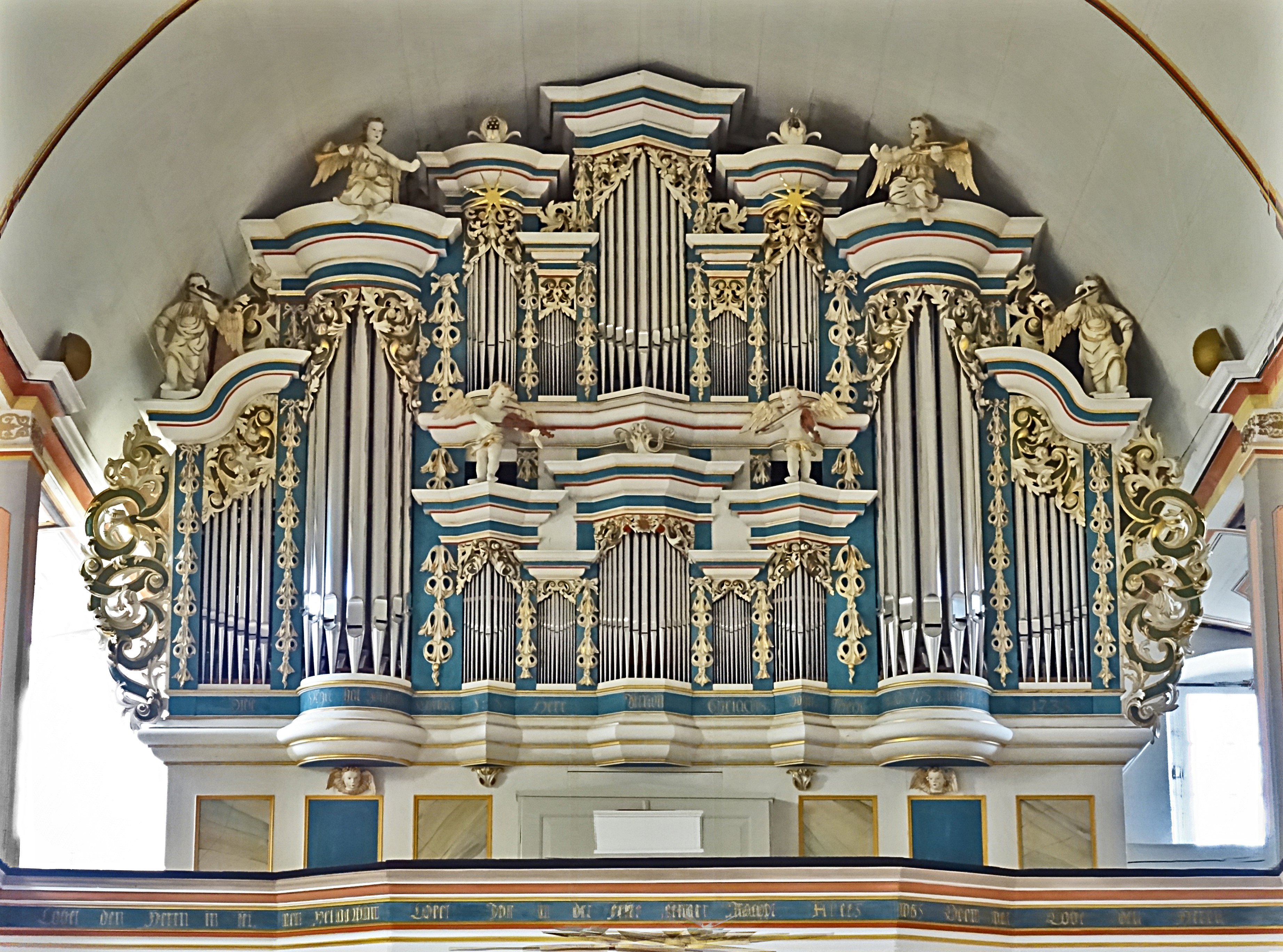
Orgel

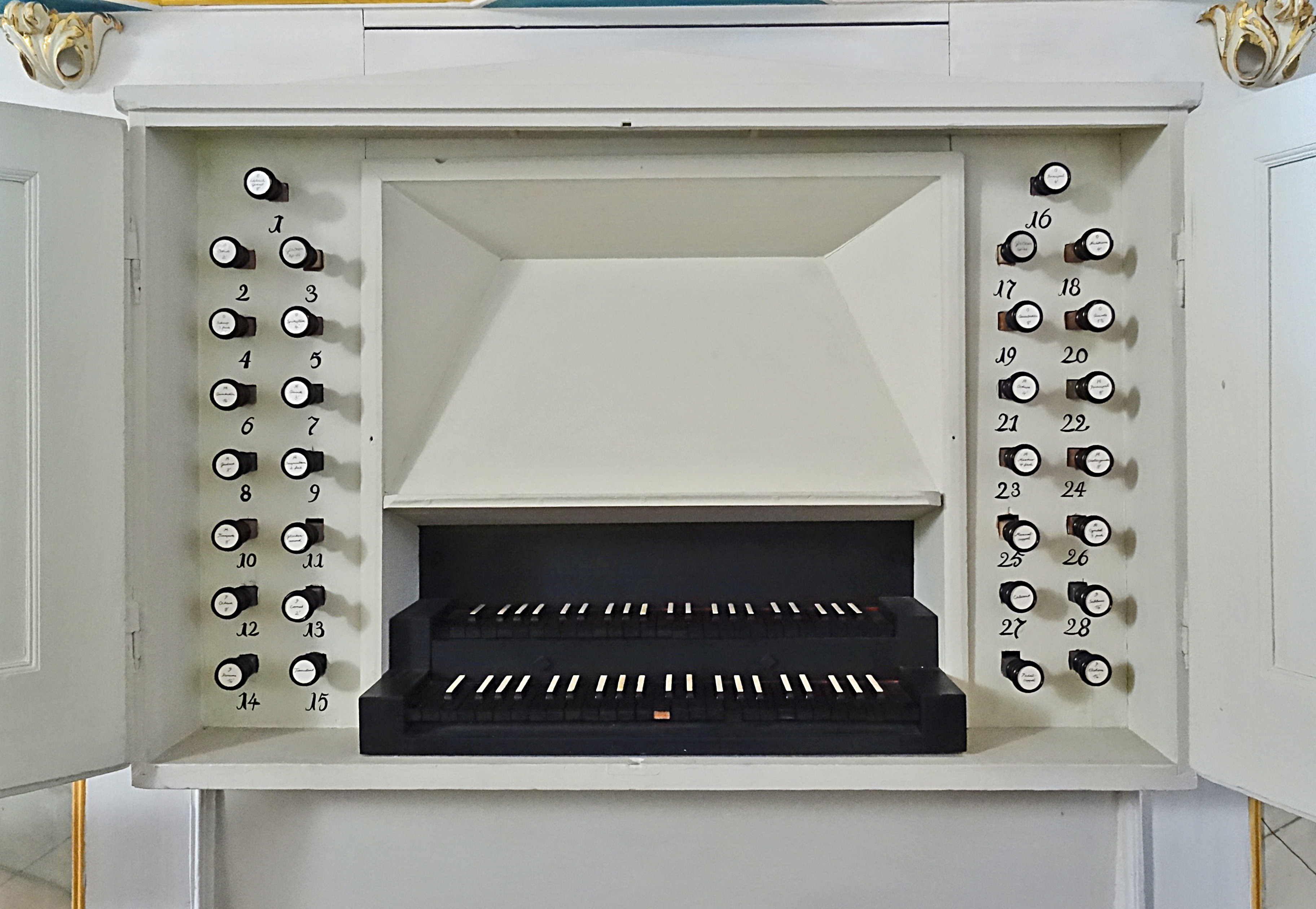
Spielanlage der Orgel

Die Orgel ist ein Werk des Erfurter Orgelbauers Franciscus Volckland von 1738 mit 21 Registern auf zwei Manualen und Pedal, das nach Umbauten im 19. Jh. und längerer Unspielbarkeit durch den ortsansässigen Orgelbauer Herbert Löbling in den Jahren 1998–1999 restauriert wurde. Die Disposition lautet:
| I Hauptwerk CD–c3 |     |
| Quintatön         | 16′ |
| Principal         | 8′  |
| Gedact            | 8′  |
| Violdigamba       | 8′  |
| Octave            | 4′  |
| Quinte            | 3′  |
| Sesquialtera II   |     |
| Mixtur IV         |     |
| Cymbel III        |     |
| Trompete          | 8′  |

| II Oberwerk CD–c3 |       |
| Lieblich Gedact   | 8′    |
| Quintatön         | 8′    |
| Principal         | 4′    |
| Spitzflöte        | 4′    |
| Nachthorn         | 4′    |
| Octave            | 2′    |
| Quinte            | 1 ⁄2′ |
| Scharp III        |       |

| Pedal CD–c1 |     |
| Violone     | 16′ |
| Subbass     | 16′ |
| Octave      | 8′  |
| Posaune     | 16′ |
| Cornet      | 2'  |

- Zusatzregister: Glockenspiel, Glockenaccord, Tremulant
- Spielhilfen: Calcant
- Koppeln: Manualcoppel, Pedalcoppel